# Celestino Caballero
Celestino Caballero (ur. 21 czerwca 1976 w Colón) – panamski bokser, były zawodowy mistrz świata organizacji WBA i IBF w kategorii junior piórkowej (do 122 funtów).

## Kariera zawodowa
Zawodową karierę rozpoczął w listopadzie 1998. Pierwszej porażki doznał w swojej 18 walce, z Jose Rojasem, w maju 2003 (nokaut w 3 rundzie). Rok później przegrał po raz drugi – na punkty z Ricardo Cordobą. Od tamtej pory jest niepokonany.
17 lutego 2005 zmierzył się w pojedynku eliminacyjnym IBF z przyszłym mistrzem świata WBO, Danielem Ponce de Leónem. Ponce de León w ósmej rundzie leżał na deskach, a całą walkę przegrał na punkty. Niecałe trzy miesiące później Caballero wygrał kolejną walkę eliminacyjną IBF, z Jose Luisem Valbueną (TKO w 5 rundzie).
W październiku 2005 zdobył jednak tytuł tymczasowego mistrza świata WBA, pokonując na punkty byłego mistrza WBA, Yobera Ortegę. 4 lutego 2006 obronił swój pas tymczasowego mistrza świata, pokonując przez techniczny nokaut w siódmej rundzie Roberto Bonillę. Równo osiem miesięcy później pokonał przez techniczny nokaut już w trzeciej rundzie Somsaka Sithchatchawala i został regularnym mistrzem świata WBA.
W 2007 trzy razy obronił swój tytuł. 16 marca pokonał Ricardo Castillo, w sierpniu zwyciężył na punkty z Jorge Laciervą, a 1 grudnia pokonał przez techniczny nokaut w ósmej rundzie byłego mistrza świata IBF w kategorii junior muszej, Mauricio Pastranę.
7 czerwca 2008 pokonał przez techniczny nokaut w ostatniej, dwunastej rundzie byłego mistrza świata WBA w kategorii muszej, Wenezuelczyka Lorenzo Parrę. We wrześniu tego samego roku już w pierwszej rundzie zwyciężył w pojedynku z 43-letnim Elvisem Mejią.
21 listopada 2008 roku zmierzył się w pojedynku unifikacyjnym z mistrzem świata IBF Steve’em Molitorem. Caballero wygrał walkę przez techniczny nokaut w czwartej rundzie i odebrał Kanadyjczykowi pas mistrzowski. 30 kwietnia 2009 roku pokonał po niejednogłośnej decyzji sędziów Jeffreya Matthebulę. Cztery miesiące później pokonał w ósmej rundzie Francisco Leala.
5 lutego 2010 organizacja IBF odebrała mu tytuł mistrza świata w związku z odmową walki z oficjalnym pretendentem do tytułu, Takalani Ndlovu. Następnie Caballero zmienił kategorię wagową na wyższą, aby zmierzyć się o tytuł tymczasowego mistrza świata WBA w kategorii piórkowej z Daudem Yordanem. Caballero miał zdecydowaną przewagę przez całą walkę i wygrał pojedynek jednogłośnie na punkty.